# Je vous salue, Marie
Je vous salue, Marie è un film del 1985 diretto da Jean-Luc Godard.
Il film era preceduto da un cortometraggio di Anne-Marie Miéville, compagna di Godard: Le livre de Marie. Il corto, della durata di 25 minuti, girato sulle rive del lago Lemano, e interpretato da Bruno Cremer e Aurore Clément, raccontava del modo in cui una bambina affrontava l'esperienza della separazione dei genitori.

## Trama
La relazione fra Joseph, di professione tassista, e Juliette non funziona più e Joseph ha rivolto la sua attenzione a Marie che gioca a pallacanestro nella stessa squadra di Juliette. All'aeroporto, un individuo bizzarro, di nome Gabriele, accompagnato da una bambina, si fa portare da lui al distributore di benzina gestito dal padre di Marie e lo supplica ("Per amore di Dio": in francese "Nom de Dieu") di chiamarla; quindi le annuncia "Tu avrai un bambino". "Non conosco persona" è la risposta della giovane, mentre Joseph assiste turbato. Più tardi vuole essere baciato, ma lei non accetta.
Parallelamente, un professore allontanato dal liceo, forse per le sue teorie sulla non-casualità della vita, continua ad impartire lezioni nei pressi di un lago. "Un'intelligenza anteriore ha programmato la vita...Questa voce che arriva al fondo della tua coscienza, avverte che sei nato da qualcosa, altrove, nel cielo."
Joseph è tormentato dal dubbio. Il vecchio medico di famiglia, già sconcertato da alcuni strani quesiti di Marie ("È vero che l'anima ha un corpo?") può solo ratificare la straordinaria realtà: aspetta un bambino ed è vergine. "Questo significa essere disponibile...o libera, e non procurare dolore", commenta lei.
Joseph conduce il professore alla lussuosa villa di Eva, sua allieva, di ricca famiglia borghese, trasudante sensualità. Poi telefona a Marie, minacciando di gettarsi nel lago. Passa da Juliette che non riesce a offrire sollievo alla sua angoscia. In un supermercato incontra Gabriele e, in risposta ai suoi dubbi e alla sua paura del ridicolo, ne riceve un ceffone: "Occorre avere fiducia...e l'amore, specie di tarato".
Si ripresenta da Marie. Insieme leggono un libro su Francesco d'Assisi. Lei acconsente a farsi toccare le gambe ed egli, ora, è persuaso della sua sincerità. Promette di sposarla ("Sarò la tua ombra"). Durante una conversazione sulla riva di un lago, chiede di poterla prima vedere nuda. "Mi guarderai", risponde la giovane. Più tardi, nella camera di Marie, cerca di toccarla, ma Gabriele interviene a trattenerlo. Poi è lei a consentirgli di toccarle il ventre.
Il professore lascia Eva. Torna dalla moglie in Cecoslovacchia, insensibile alle lacrime della studentessa. Nuda e sola sul suo letto, Marie lotta contro il dolore, che le viene dalla rinuncia al piacere immediato. Per l'ennesima volta appare sullo schermo nero la scritta "In quel tempo". La "madre" luna veglia nel cielo e incombe sulla palestra da dove Marie e Joseph si allontanano in macchina in un rigido paesaggio nevoso. Poi, i vagiti di un bambino sull'immagine di una mucca adagiata sul fieno ed un asinello che assiste alla loro partenza.
Qualche anno dopo Gesù è un bambino che si diverte a cambiare il nome ai suoi amici; "...Tu ti chiamerai Pietro...e tu Giacomo." Non obbedisce ai genitori e se ne va per conto suo per "occuparsi delle cose del padre". L'angelo saluta la donna ("Je vous salue, Marie.") che ora, con titubanza, si concede un tocco di rossetto sulle labbra: "Io sono la vergine, ma la mia non è stata una scelta. Ho fortificato la mia anima per esserlo. Questo è tutto."

## Produzione
Se il ruolo di Maria è da subito cucito su Myriem Roussel, più difficile è la scelta dell'attore che dovrà esserne la controparte. Per il ruolo di Giuseppe pensa prima all'anziano attore Jean Marais, poi al capofila dei “nouveaux philosophes”, Bernard-Henri Lévy, che però rifiuta dopo avere letto la sceneggiatura, dal momento che teme per la sua immagine pubblica:
(Bernard-Henri Lévy)
Gli ultimi giorni di riprese sono dolorosi, il regista ha il presentimento della fine imminente di un amore. Tornata per qualche giorno a Parigi all'inizio di maggio 1984, Myriem Roussel incontra l'uomo che diventerà suo marito entro un anno; lo confida al regista, per lei significa la fine della loro relazione. A fine maggio Godard si chiude da solo in una stanza con Myriem Roussel; è lui che riprende personalmente, senza assistenza di tecnici, i primi piani più discussi del corpo dell'attrice: in T-shirt oppure solo in biancheria intima, anche nuda, mentre si veste e si sveste, in preda agli spasmi di una crisi mistica, e molto materiale sarà inserito nella versione definitiva per sottolineare il turbamento di Maria nello scoprirsi incinta malgrado la verginità, le scene che più urtano la sensibilità dei cattolici tradizionalisti.

### Riprese
Le riprese di Je vous salue, Marie furono le più lunghe e difficili della carriera di un regista abituato a lavorare in poche settimane e con pochi mezzi: si protrassero da gennaio a giugno 1984 nei dintorni di Rolle, la cittadina svizzera dove abitava Godard, e nella vicina Nyon, capoluogo di distretto.

### Godard e Roussel
Il film ha origine dal rapporto tra Jean-Luc Godard e l'attrice Myriem Roussel, che il regista aveva conosciuto sul set di Passion dove lei era scritturata come semplice comparsa; al tempo stesso rappresenta il punto terminale della loro relazione. È ipotizzabile che la durata delle riprese, di lunghezza inconsueta, sia un modo da parte di Godard per protrarre la loro storia, mentre per l'attrice era la sua giusta conclusione:
(Myriem Roussel)
L'idea del film nasce dalla lettura comune di I vangeli alla luce della psicoanalisi della psicoanalista francese Françoise Dolto, del cui testo rimangono del film diverse frasi pronunciate dagli attori. Benché ben presto si allontani dal testo originale, come sempre, il libro di Dolto serve a Godard per concretizzare un progetto cinematografico nato come un rapporto padre/figlia, vista la differenza di età, con allusioni incestuose:
(Jean-Luc Godard, intervista con Philippe Sollers)
Dal lavoro sul testo di Dolto, Godard ricava una corta sceneggiatura di cinque pagine, datata Natale 1983, articolata in 24 sequenze, seguita qualche giorno più tardi da uno sviluppo lungo una decina di foglietti.

## Accoglienza
Il film, che Goffredo Fofi giudica sorprendente per "... la rispettosa vena teologica e la religiosità di fondo", e che alla Berlinale aveva conseguito il riconoscimento della Giuria Ecumenica, fu oggetto di numerosi attacchi da parte di gerarchie ed organizzazioni cattoliche, sino ad arrivare nelle aule giudiziarie. A suscitare le loro ire erano le frequenti scene di nudo in cui appariva Marie, oltre ad alcune battute, ritenute irrispettose.   Padre Di Falco, delegato generale di Chrétiens-médias, rifiuta di mostrare solidarietà ad azioni violente e intolleranti, e aggiunge che il film pone ai cristiani domande interessanti. Nessun altro lavoro di Jean-Luc Godard ha ottenuto così tanto spazio sulla stampa francese, grazie alla cassa di risonanza dei contestatori.
Italia
All'esterno di alcune sale in cui veniva proiettato il film, ad Albano, ad esempio, furono tenute assemblee di preghiera. Contro il film si espresse dal pulpito il cardinale di Milano, Martini, mentre lo stesso Giovanni Paolo II, il 4 maggio 1985, presiedette ad un rosario di espiazione nella basilica di San Giovanni in Laterano. Il Papa stesso, intensamente devoto alla Madre di Dio, aveva voluto visionare personalmente la pellicola in una proiezione privata. Godard è impressionato dal fatto di essere considerato un quasi-eretico dal papa stesso; per lui, di famiglia evangelica, significa avere stabilito un dialogo da pari a pari con il capo della Chiesa romana: il Papa dei cattolici contro il Papa degli artisti.
Anche in seguito ad alcune interpellanze parlamentari, il film fu sequestrato a Pesaro, il 1º maggio, e, successivamente, a Cuneo e Rimini. Fu poi prosciolto il 29 luglio dal tribunale di Bologna. Godard, in quanto autore di uno dei quattro episodi di Ro.Go.Pa.G., era già stato marginalmente coinvolto nel precedente caso di un procedimento intentato ad un film per vilipendio alla religione, quello relativo all'episodio diretto da Pasolini, La ricotta. In questo caso si espresse, provocatoriamente, a favore del ritiro del film dal territorio italiano, sostenendo che, nella sua qualità di vero autore del soggetto, il papa aveva pieno diritto di formulare tale richiesta.
Francia
Il film fu contestato in modo clamoroso sin dall'anteprima di Versailles con "...fischi e grida di protesta, lancio di fiale puzzolenti(...), cattolici scatenati (che) tentano di invadere la cabina di proiezione, intonando il "Magnificat"; tali disordini portarono al divieto di proiezione del film su territorio municipale. Successivamente alcune organizzazioni cattoliche chiesero alla magistratura il ritiro del film per tutta la Francia, accusandolo di offendere il sentimento religioso del 90% della popolazione, rappresentato dai cristiani. In difesa del film, oltre ad alcuni appelli di intellettuali e registi, come sarebbe avvenuto anche in Italia, intervenne direttamente il Ministro della cultura. Infine, il tribunale di Parigi prosciolse il film nella sua integrità. Nella motivazione si diceva, tra l'altro, che esso tentava "...un'attualizzazione moderna del mistero e del dogma dell'Immacolata Concezione" .
USA
Negli Stati Uniti si ebbero le contestazioni più feroci. Il film, attaccato dal primate cattolico John Joseph O'Connor, fu contestato al Lincoln Center, durante la sua presentazione al New York Film Festival. Circa 8.000 persone guidate dall'arcivescovo stesso assediarono l'edificio protetto dalla polizia, con il risultato che il film non raggiunse le sale fuori New York: la casa di distribuzione Triumph rinuncia su pressione del principale azionista, la Coca-Cola.
Brasile
È addirittura il Presidente della Repubblica in prima persona a vietare la distribuzione del film, anche se gli studenti dell'Università Cattolica di San Paolo decidono di vederlo comunque, malgrado la censura.
Grecia
Il Santo Sinodo della Chiesa ortodossa greca condanna il film il 10 maggio 1985.